# Only Human (Jonas Brothers)
Only Human è un singolo del gruppo musicale statunitense Jonas Brothers, pubblicato il 2 luglio 2019 come terzo estratto dal quinto album in studio Happiness Begins.

## Accoglienza
In un giudizio positivo, Olivia Horn di Pitchfork ha esaltato la sua composizione, scrivendo che "il ritmo reggae [...] funziona sorprendentemente nel modo giusto". Christopher Thiessen di Consequence ha criticato il testo ma ha scritto che "la genuinità nell'esecuzione e la devozione di chi ha lavorato alla melodia" riescono a compensare.